# Mucuna curranii
Mucuna curranii är en ärtväxtart som beskrevs av Adolph Daniel Edward Elmer. Mucuna curranii ingår i släktet Mucuna och familjen ärtväxter. Inga underarter finns listade i Catalogue of Life.